# Eulithis mediofasciata
Eulithis mediofasciata är en fjärilsart som beskrevs av Nitsch 1926. Eulithis mediofasciata ingår i släktet Eulithis och familjen mätare. Inga underarter finns listade i Catalogue of Life.